# 林德布拉德方程
量子力学中，林德布拉德方程（英語：Lindblad equation）是最常用的主方程之一，其常用来描述密度矩阵的含时演化（通常是非幺正的）。
薛定谔方程是林德布拉德方程在特殊情况的推论。薛定谔方程展现的是系统的态矢量随时间的演化，只能处理纯态演化，而林德布拉德方程所展现的是系统的密度矩阵随时间的演化（密度矩阵可以表征系统的混态），所以林德布拉德方程比薛定谔方程更加一般。

## 由来
在量子力学系统的演化中，如果系统所有的自由度都能被充分考虑，就可以认为系统的含时演化是幺正的，也就是说不存在衰减（decay）和退相干等现象。但是，任何真正的物理系统都不是绝对孤立的，其必定会与环境有一定的作用，从而导致衰减和退相干等现象，这也是量子效应难以在宏观尺度上进行观察的原因。
现已有许多数学方法来描述与环境进行相互作用的量子力学系统的含时演化，其中一种便是使用密度矩阵及其对应的主方程。原则上来说，这种方法与薛定谔绘景以及海森堡绘景是等价的，但是其能更容易地处理与环境作用而导致的各种现象。密度矩阵则可以很好地描述混态，这对于准确描述开放量子力学系统（英語：open quantum system）是至关重要的。

## 定义
一般来说，{\displaystyle N}维系统密度矩阵的林德布拉德方程可写为：
{\displaystyle {\frac {{\text{d}}\rho }{{\text{d}}t}}=-{\frac {i}{\hbar }}[H,\rho ]+\sum _{n,m=1}^{N^{2}-1}h_{nm}(A_{n}\rho A_{m}^{\dagger }-{\frac {1}{2}}\{A_{m}^{\dagger }A_{n},\rho \})}
其中{\displaystyle H}表示系统的哈密顿量（厄米的）；{\displaystyle \{A_{m}\}}是希尔伯特空间中希尔伯特-施密特算子的任意一组正交基，满足{\displaystyle A_{N^{2}}}正比于单位矩阵；系数矩阵{\displaystyle h}与哈密顿量{\displaystyle H}一同决定了系统的演化，其中{\displaystyle h}必须是半正定的。反对易式{\displaystyle \{\cdot ,\cdot \}}定义为：{\displaystyle \{A,B\}=AB+BA}。
如果{\displaystyle h_{nm}}均为0，则林德布拉德方程就退化为封闭系统的刘维尔方程，即：
{\displaystyle {\frac {{\text{d}}\rho }{{\text{d}}t}}=-{\frac {i}{\hbar }}[H,\rho ]}
该方程有时也被称作冯诺伊曼方程，或刘维尔-冯诺伊曼方程（英語：Liouville-von Neumann equation）。
由于矩阵{\displaystyle h}是半正定的，其可被一酉算符{\displaystyle u}对角化：
{\displaystyle u^{\dagger }hu={\begin{bmatrix}\gamma _{1}&0&\cdots &0\\0&\gamma _{2}&\cdots &0\\\vdots &\vdots &\ddots &\vdots \\0&0&\cdots &\gamma _{N^{2}-1}\end{bmatrix}}}
其本征值{\displaystyle \gamma _{i}}是非负的。定义另一组正交基：
{\displaystyle L_{i}=\sum _{j=1}^{N^{2}-1}u_{ji}A_{j}}
就可将一般形式的林德布拉德方程改写成对角化形式：
{\displaystyle {\frac {{\text{d}}\rho }{{\text{d}}t}}=-{\frac {i}{\hbar }}[H,\rho ]+\sum _{i=1}^{N^{2}-1}\gamma _{i}(L_{i}\rho L_{i}^{\dagger }-{\frac {1}{2}}\{L_{i}^{\dagger }L_{i},\rho \})}
{\displaystyle L_{i}}一般称作系统的林德布拉德算符（英語：lindblad operator）或跃迁算符（英語：jump operator）。

## 推导
对于开放量子系统，不仅要关注系统本身（{\displaystyle S}），还应考虑所处环境({\displaystyle B})对系统的影响。从而整体希尔伯特空间{\displaystyle {\mathcal {H}}}应为系统{\displaystyle {\mathcal {H}}_{S}}与环境{\displaystyle {\mathcal {H}}_{B}}希尔伯特空间的张量积，即：{\displaystyle {\mathcal {H}}_{S}={\mathcal {H}}_{S}\otimes {\mathcal {H}}_{B}}。因此总系统的哈密顿量可写为：
{\displaystyle H=H_{S}\otimes I_{B}+I_{S}\otimes H_{B}+H_{I}}
其中{\displaystyle H_{S}}，{\displaystyle H_{B}}和{\displaystyle H_{I}}分别表示系统、环境以及系统与环境相互作用的哈密顿量。{\displaystyle I}是单位矩阵。
设初始时刻整体系统（量子系统与环境）的密度算符为{\displaystyle \rho (0)=\rho _{S}(0)\otimes \rho _{B}}。这里{\displaystyle \rho _{S}(0)}表示量子系统的初态，{\displaystyle \rho _{B}}为环境的密度矩阵，假设其不随时间变化。此时总系统的动力学演化仍是幺正的，于是在相互作用表象下，刘维尔方程可写为（以下{\displaystyle \hbar }均取1）：
{\displaystyle {\frac {\text{d}}{{\text{d}}t}}\rho (t)=-i[H_{I}(t),\rho (t)]}
其积分形式为：
{\displaystyle \rho (t)=\rho (0)-i\int _{0}^{t}{\text{d}}\tau [H_{I}(\tau ),\rho (\tau )]}
将积分形式带入原式中：
{\displaystyle {\frac {\text{d}}{{\text{d}}t}}\rho (t)=-i[H_{I}(t),\rho (0)]-[H_{I}(t),\int _{0}^{t}{\text{d}}\tau [H_{I}(\tau ),\rho (\tau )]]}
将上式两边同时对环境部分自由度求偏迹，假设量子系统与环境的耦合较弱，便可采用玻恩近似：{\displaystyle {\text{tr}}_{B}[H_{I}(t),\rho (0)]=0}，可得：
{\displaystyle {\frac {\text{d}}{{\text{d}}t}}\rho _{S}(t)=-\int _{0}^{t}{\text{d}}\tau {\text{tr}}_{B}[H_{I}(t),[H_{I}(\tau ),\rho (\tau )]]}
根据量子系统与环境的耦合较弱的假设，可以认为：{\displaystyle \rho (t)\approx \rho _{S}(t)\otimes \rho _{B}}，带入上式得到：
{\displaystyle {\frac {\text{d}}{{\text{d}}t}}\rho _{S}(t)=-\int _{0}^{t}{\text{d}}\tau {\text{tr}}_{B}[H_{I}(t),[H_{I}(\tau ),\rho _{S}(\tau )\otimes \rho _{B}]]}
为进一步简化上述方程，采用马尔可夫近似（英語：Markov approximation），即{\displaystyle t}时刻系统状态仅与当前时刻有关，从而可将被积函数{\displaystyle \rho _{S}{\tau }}替换为{\displaystyle \rho _{S}{t}}，同时将{\displaystyle \tau }变换为{\displaystyle t-\tau }，并把积分上限拓展到无穷（当环境的弛豫时间尺度远大于所研究的时间范围尺度时，上述操作是合理的），最终得到玻恩-马尔科夫主方程：
{\displaystyle {\frac {\text{d}}{{\text{d}}t}}\rho _{S}(t)=-\int _{0}^{\infty }{\text{d}}\tau {\text{tr}}_{B}[H_{I}(t),[H_{I}(t-\tau ),\rho _{S}(t)\otimes \rho _{B}]]}
在薛定谔表象下，系统与环境相互作用哈密顿量可写为：
{\displaystyle H_{I}=\sum _{\alpha }A_{\alpha }\otimes B_{\alpha }}
其中{\displaystyle A_{\alpha }}表示系统算符，{\displaystyle B_{\alpha }}表示环境算符，定义系统的跃迁算符：
{\displaystyle A_{\alpha }(\omega )=\sum _{\xi '-\xi =\omega }\Pi (\xi )A_{\alpha }\Pi (\xi ')}
这里{\displaystyle \xi }是系统的本征能量。于是在相互作用表象下，系统与环境相互作用的哈密顿量可写为：
{\displaystyle H_{I}(t)=\sum _{\beta ,\omega }e^{-i\omega t}A_{\beta }(\omega )\otimes B_{\beta }(t)=\sum _{\alpha ,\omega '}e^{i\omega 't}A_{\alpha }^{\dagger }(\omega ')\otimes B_{\alpha }^{\dagger }(t)}
将其带入玻恩-马尔科夫主方程中，忽略掉快速震荡项，并定义{\displaystyle \Gamma _{\alpha \beta }(\omega )}：
{\displaystyle \Gamma _{\alpha \beta }(\omega )=\int _{0}^{\infty }{\text{d}}\tau e^{i\omega \tau }\langle B_{\alpha }^{\dagger }(t)B_{\beta }(t-\tau )\rangle }
基于玻恩近似，假设环境处于稳态，则{\displaystyle [H_{B},\rho _{B}]=0}，那么{\displaystyle \langle B_{\alpha }^{\dagger }(t)B_{\beta }(t-\tau )\rangle =\langle B_{\alpha }^{\dagger }(\tau )B_{\beta }(0)}，这表明{\displaystyle \Gamma _{\alpha \beta }(\omega )}不依赖于时间。
最后得到相互作用表象下的林德布拉德方程：
{\displaystyle {\frac {\text{d}}{{\text{d}}t}}\rho _{S}(t)=-i[H_{LS},\rho _{S}(t)]+{\mathcal {D}}(\rho _{S}(t))}
其中{\displaystyle {\mathcal {D}}(\rho _{S}(t))}可表示为：
{\displaystyle {\mathcal {D}}(\rho _{S}(t))=\sum _{\alpha \beta }\sum _{\omega }\gamma _{\alpha \beta }(\omega )\left(A_{\beta }(\omega )\rho _{S}(t)A_{\alpha }^{\dagger }(\omega )-{\frac {1}{2}}{A_{\alpha }^{\dagger }(\omega )A_{\beta }(\omega ),\rho _{S}(t)}\right)}
{\displaystyle H_{LS}}、{\displaystyle S_{\alpha \beta }(\omega )}、{\displaystyle \gamma _{\alpha \beta }(\omega )}分别为：
{\displaystyle H_{LS}=\sum _{\alpha \beta }\sum _{\omega }S_{\alpha \beta }(\omega )A_{\alpha }^{\dagger }(\omega )A_{\beta }(\omega )}
{\displaystyle S_{\alpha \beta }(\omega )={\frac {1}{2i}}(\Gamma _{\alpha \beta }(\omega )-\Gamma _{\beta \alpha }^{*}(\omega ))}
{\displaystyle \gamma _{\alpha \beta }(\omega )=\Gamma _{\alpha \beta }(\omega )+\Gamma _{\beta \alpha }^{*}(\omega )}

## 例子
对于一个二能级系统，取其基态记为{\displaystyle |0\rangle }，激发态记为{\displaystyle |1\rangle }。则系统的哈密顿量{\displaystyle }为：{\displaystyle H=J(\sigma _{x}+G\sigma _{z})}。{\displaystyle \sigma _{x}}、{\displaystyle \sigma _{z}}为泡利矩阵。该体系的林德布拉德方程为：
{\displaystyle {\dot {\rho }}=-i[H,\rho ]+\sum _{k}l_{k}\rho l_{k}^{\dagger }-{\frac {1}{2}}(l_{k}^{\dagger }l_{k}\rho +\rho l_{k}^{\dagger }l_{k})}
考虑体系激发态的能量耗散，则上式中的{\displaystyle l_{k}}应取{\displaystyle {\sqrt {\Gamma }}\sigma ^{-}}，则对应的林德布拉德方程为：
{\displaystyle {\dot {\rho }}=-i[H,\rho ]+\Gamma \left[\sigma ^{-}\rho \sigma ^{+}-{\frac {1}{2}}(\sigma ^{+}\sigma ^{-}\rho +\rho \sigma ^{+}\sigma ^{-})\right]}
其中{\displaystyle \sigma ^{+}=|1\rangle \langle 0|}，{\displaystyle \sigma ^{-}=|0\rangle \langle 1|}，{\displaystyle \Gamma }是与耗散速率有关的常数。
通过解上述方程即可得到体系存在能量耗散时的动力学演化过程。